# Černěves
Černěves (deutsch Tschernowes, auch Cernowes oder Rotdorf; lateinisch villa ruffa) ist eine Gemeinde in Tschechien. Sie liegt vier Kilometer nordöstlich von Roudnice nad Labem an der Elbe und gehört zum Okres Litoměřice.

## Geographie
Das Dorf befindet rechtselbisch unterhalb von Roudnice nad Labem. Östlich des Dorfes führt die Staatsstraße 240 zwischen Roudnice nad Labem und Litoměřice vorbei.
Nachbarorte sind Lounky und Chodouny im Norden, Vetlá im Nordosten, Kyškovice im Osten, Zavadilka im Südosten, Vědomice im Süden, Židovice im Südwesten sowie Hrobce im Nordwesten.

## Geschichte
Erstmals urkundlich erwähnt wurde Černěves im Jahre 1233 in einer Bestätigungsurkunde für die Domherren zu Mělník durch Wenzel I. 1617 erhielt das Kloster Doksany einen Teil des Dorfes, den später Polyxena von Lobkowicz zusammen mit der Herrschaft Brozany nad Ohří kaufte.
Seit dem 1. Jänner 1992 ist Černěves, das bis dahin zu Vědomice eingemeindet war, wieder eine selbstständige Gemeinde.

## Ortsgliederung
Für die Gemeinde Černěves sind keine Ortsteile ausgewiesen.

## Sehenswürdigkeiten
- Kirche des hl. Prokop, romanischer Bau